# Politika u 2014.
◄◄ | ◄ | 2011. | 2012. | 2013. | 2014.  | 2015. | 2016. | 2017. | ► | ►►
Arhitektura • Astronautika • Astronomija • Biologija • Film • Fotografija • Glazba • Kazalište • Kemija • Kiparstvo • Knjige • Književnost • Kršćanstvo • Meteorologija • Medicina • Planinarstvo • Politika • Pravo • Promet • Slikarstvo • Strip • Šport • Televizija • Znanost • Zrakoplovstvo • Željeznički promet
Politika u 2014.

## Hrvatska i u Hrvata

### Osnivanja i gašenja
}}
- 24. listopada −  u Zagrebu je osnovana Demokratski savez nacionalne obnove s Antom Đapićem na čelu.

## Vanjske poveznice
{{WProjekti
| commonscat = 2014 in politics
| commonscathr = Politika u 2014.